# Rolf Gehrcke
Rolf Gehrcke (* 8. November 1932 in Hannover) ist ein ehemaliger deutscher Fußballspieler, der als Aktiver von Hannover 96 im Jahre 1954 die deutsche Fußballmeisterschaft errungen hat.

## Karriere als Spieler
1946 trat Gehrcke Hannover 96 als Mitglied bei. 1952 kam Gehrcke aus dem eigenen Nachwuchs in das Oberligateam von Hannover 96. Am 6. April 1953 kam er im Spiel gegen Concordia Hamburg, welches 2:2 ausging, an der Seite von Hans Krämer, Helmut Geruschke, Hannes Kirk, Heinz Wewetzer, Rolf Paetz und Ludwig Pöhler zu seinem ersten Oberligaeinsatz für die „Roten“. Obwohl er in der 7. Minute ein Tor schoss, blieb es in der Saison 1952/53 nur bei diesem einen Einsatz. Auch in der Saison 1953/54 kam er nur zu drei Einsätzen, in denen er zwei Tore schoss.
In der Saison 1953/54 gewann Hannover 96 überraschend die Meisterschaft der Oberliga Nord und qualifizierte sich für die Teilnahme an der Endrunde zur deutschen Fußballmeisterschaft. Im ersten Spiel der Vorrundengruppe gegen den Berliner SV 92 (2:1) verletzte sich Außenläufer Willi Hundertmark. Für ihn kam der 21-jährige Gehrcke in die Mannschaft. Mit ihm gewann „96“ auch das zweite Vorrundenspiel gegen den VfB Stuttgart (3:1) und stand im Finale.
Im Endspiel am 23. Mai 1954 in Hamburg traf Hannover 96 auf Titelverteidiger 1. FC Kaiserslautern, in dessen Reihen zahlreiche Nationalspieler standen, die wenig später die Fußball-Weltmeisterschaft gewinnen sollten. Gehrcke spielte gegen Fritz Walter, den herausragenden deutschen Fußballspieler seiner Zeit. Der Außenseiter aus der niedersächsischen Hauptstadt gewann gegen den hohen Favoriten aus der Pfalz mit 5:1 und wurde nach 1938 zum zweiten Mal deutscher Fußballmeister. Danach stieg Gehrcke zum Stammspieler der Hannoveraner auf und kam in der Saison 1954/55 zu 26 Spielen und sechs Toren.
Insgesamt bestritt Gehrcke bis 1959 74 Spiele für Hannover, in denen er 8 Tore schoss. Außerdem kam er in der Saison 1954/55 zu einem Einsatz im DFB-Vereinspokal. In seiner letzten Oberligasaison 1958/59 kam er nur noch auf drei Einsätze. Nach dieser Saison ließ er sich reamateurisieren und spielte danach noch für die Amateure von Hannover 96. Er zog eine Selbständigkeit als Architekt der Tätigkeit als Vertragsspieler in der Oberliga vor, da er als Architekt mehr verdiente.

## Folgejahre
Nach Ende seiner Spielerkarriere engagierte sich Gehrcke im Verwaltungs- und Ehrenrat von Hannover 96.
Rolf Gehrcke arbeitet als Architekt. Er plante auch das Clubheim in der Clausewitzstraße.
2021 wurde er vom Verein für 75 Jahre Vereinsmitgliedschaft bei Hannover 96 geehrt. Er gehört dem Verein seit 1946 an. Er ist der einzige noch lebende Spieler der Meistermannschaft von 1954.